# Giulio Bosetti
Giulio Bosetti (Bergamo, 26 dicembre 1930 – Milano, 24 dicembre 2009) è stato un attore, regista teatrale e doppiatore italiano.
È stato anche impresario teatrale ed ha legato il suo nome al Teatro Carcano. È ricordato per le sue numerose interpretazioni in sceneggiati e prosa televisiva di produzione Rai. Ha collaborato a lungo con il Teatro Stabile di Genova.

## Biografia
Dal 1950 ha lavorato in varie formazioni, affiancando oltre alle interpretazioni di classici come Ionesco, Dostoevskij e Diego Fabbri, anche un'intensa attività televisiva e cinematografica.
Negli anni settanta ha fondato la cooperativa Teatro Mobile, con la quale ha messo in scena, fra l'altro, quasi tutto il repertorio pirandelliano.
In radio per due volte fu il padrone di casa di "Voi ed Io" lo storico programma d'intrattenimento radiofonico del mattino tutti i giorni dal lunedì al sabato dalle 9,15 alle 11,30 sul Programma Nazionale Radiorai per tutto il mese nell'aprile 1971, e nuovamente nel marzo 1974 dalle 9 alle 11,30.
Tra i film più celebri ricordiamo: Nag la bombe (1999), produzione francese per la regia di Jean-Louis Milesi, e Il divo (2008) di Paolo Sorrentino, incentrato sulla figura di Giulio Andreotti.
Nel 2003 ha recitato in La scuola delle mogli, commedia scritta dal commediografo francese Molière.
Malato di cancro, è morto il 24 dicembre 2009, due giorni prima del suo 79º compleanno: riposa nel cimitero di Basiglio.

## Filmografia

### Cinema
- Morgan il pirata, regia di André De Toth e Primo Zeglio (1960)
- Cronache di un convento (The Reluctant Saint), regia di Edward Dmytryk (1962)
- Le sette spade del vendicatore, regia di Riccardo Freda (1962)
- La città prigioniera, regia di Joseph Anthony (1962)
- Venere imperiale, regia di Jean Delannoy (1962)
- Oro per i Cesari, regia di André De Toth e Sabatino Ciuffini (1963)
- Il segno di Zorro, regia di Mario Caiano (1963)
- Un tentativo sentimentale, regia di Massimo Franciosa e Pasquale Festa Campanile (1963)
- Il terrorista, regia di Gianfranco De Bosio (1963)
- I compagni, regia di Mario Monicelli (1963)
- Made in Italy, regia di Nanni Loy (1965) - (episodio "La Donna")
- Rose rosse per Angelica, regia di Steno (1966)
- Requiem per un agente segreto, regia di Sergio Sollima (1966)
- Un amico, regia di Ernesto Guida (1967)
- Il ritorno di Casanova, regia di Pasquale Festa Campanile (1980)
- Il segreto dell'uomo solitario, regia di Ernesto Guida (1990)
- Nag la bombe, regia di Jean-Louis Milesi (1999)
- Il cuore altrove, regia di Pupi Avati (2003)
- Buongiorno, notte, regia di Marco Bellocchio (2003)
- Il divo, regia di Paolo Sorrentino (2008)

### Televisione
- Peg del mio cuore, regia di Silverio Blasi – film TV (1958)
- Tre sorelle, regia di Claudio Fino – film TV (1959)
- La Pisana – miniserie TV (1960)
- Ragazza mia – miniserie TV (1960)
- Alla ricerca della felicità, regia di Guglielmo Morandi – film TV (1961)
- Le notti bianche, regia di Vittorio Cottafavi – film TV (1962)
- II viaggio a Beguna, regia di Giuseppe Di Martino – film TV (1962)
- Una volta nella vita, regia di Mario Landi – film TV (1963)
- Lo stagno del diavolo, regia di Guglielmo Morandi – film TV (1965)
- Luisa Sanfelice – miniserie TV (1966)
- Svegliati e canta, regia di Daniele D'Anza – film TV (1968)
- Verraten und verkauft, regia di Franz Peter Wirth – film TV (1969)
- Johnny Belinda, regia di Piero Schivazappa – film TV (1969)
- Il viaggiatore senza bagaglio, regia di Ottavio Spadaro – film TV (1970)
- La vita di Leonardo da Vinci – serie TV, 5 episodi (1971) (narratore)
- Tristi amori, regia di Enrico Colosimo – film TV (1972)
- Un attimo, meno ancora, regia di Dino Bartolo Partesano – film TV (1973)
- Il rumore, regia di Dino Bartolo Partesano – film TV (1973)
- Malombra – miniserie TV (1974)
- Sotto il placido Don – miniserie TV (1974)
- Le mani sporche – miniserie TV (1978)
- Casa di bambola, regia di Leonardo Cortese – film TV (1982)

## Doppiaggio
- Joss Ackland in Il piccolo principe
- Michael Byrne in Riccardo III
- Royal Dano in Le avventure di Huck Finn
- Mino Doro in Il corazziere
- Michael Goodliffe in L'occhio che uccide
- Richard Johnson in Cimbelino
- Burt Lancaster in Verdi
- Christopher Lee in La frusta e il corpo
- Lelio Luttazzi in L'ombrellone
- Alec McCowen in Enrico V
- Luc Merenda in La ragazza fuoristrada
- Jeff Morrow in Il giovane normale
- John Franklyn-Robbins in Il mercante di Venezia
- Maximilian Schell in Amleto[3][4]
- Jean-Louis Trintignant in L'attentato
- Venantino Venantini in La Celestina P... R...
- Timothy West in Enrico VIII
- Michael Wilding in I due nemici
- Voce narrante in Codice d'amore orientale, La vita di Leonardo da Vinci

## Prosa radiofonica Rai
- Saul, di Vittorio Alfieri, regia di Enzo Ferrieri, trasmessa il 23 ottobre 1953.
- Annibale alle porte, di Robert Sherwood, regia di Enzo Convalli, trasmessa il 9 gennaio 1956
- Cesare e Cleopatra, dramma di George Bernard Shaw, regia di Franco Enriquez, trasmesso il 21 gennaio 1958
- Nozze di sangue, di Federico García Lorca, regia di Mario Ferrero, trasmessa il 21 giugno 1963.

## Prosa televisiva Rai
- Edipo Re, di Sofocle, regia di Franco Enriquez, trasmesso il 13 maggio 1955.
- Edipo a Colono, di Sofocle, regia di Enzo Ferrieri, trasmesso il 12 settembre 1955.
- Edipo Re, tragedia di Sofocle, regia di Vittorio Gassman, trasmessa il 18 ottobre 1955.
- Annibale alle porte, commedia di Robert Sherwood, regia di Enzo Convalli, trasmessa il 9 gennaio 1956.
- Cesare e Cleopatra, regia di Franco Enriquez, trasmessa il 25 maggio 1956
- Il gabbiano, di Anton Čechov, regia di Mario Ferrero, 1 luglio 1960.
- Mulini a vento, commedia di Edoardo Anton, regia di Mario Landi, trasmessa il 22 luglio 1960.
- Il segretario particolare, di Thomas Stearns Eliot, regia di José Quaglio, trasmesso il 16 giugno 1968 sul Secondo Programma Rai.
- I giusti di Albert Camus, regia di Enrico Colosimo, trasmessa il 1º settembre 1970
- Il viaggiatore senza bagaglio, di Jean Anouilh; regia di Ottavio Spadaro, trasmesso il 15 settembre 1970

## Riconoscimenti
- Premio Flaiano sezione teatro[5]
  - 1997 - Premio per la regia per Se no i xe mati no li volemo
  - 1997 - Premio per l'interpretazione per Se no i xe mati no li volemo